# Eadwine psalter

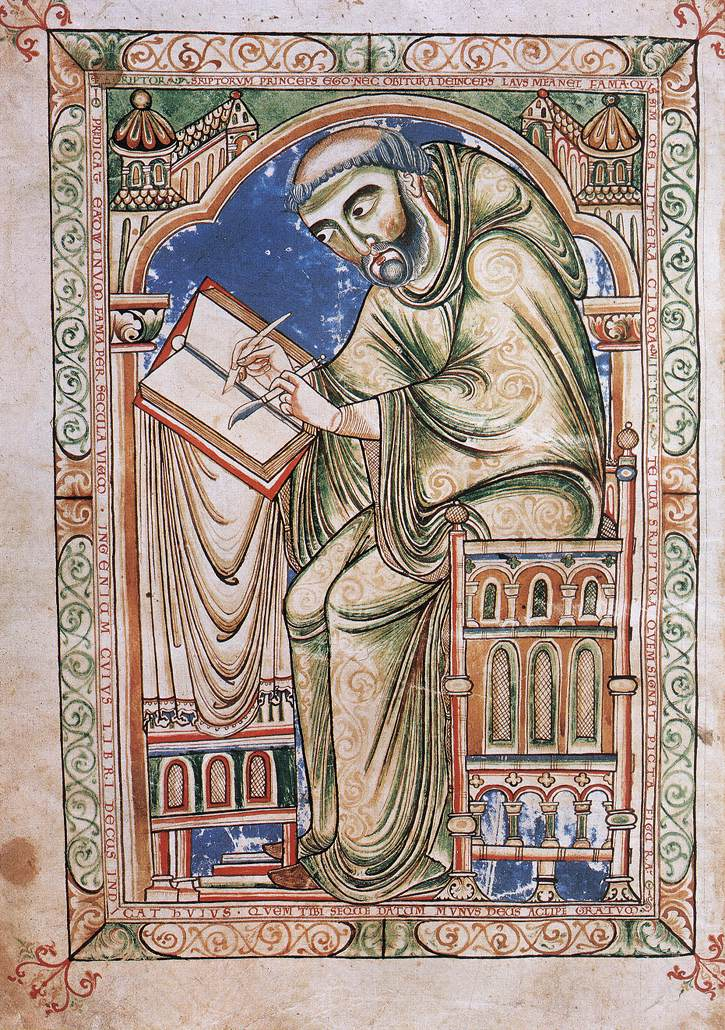
Eadwine psalter fol. 283v, een portret van Eadwine aan het werk in het scriptorium

Het Eadwine psalter is een geïllumineerd psalter uit het midden van de twaalfde eeuw, vervaardigd in het Engelse Canterbury. Het bevindt zich vandaag in Cambridge in de Trinity College Library als Ms R.17.1.

## Beschrijving
Het Eadwine Psalter is een van de psalters die gebaseerd waren op het Utrechts Psalter. Het werd vervaardigd in de priorij van Christ Church in Canterbury omstreeks 1150 à 1160 en verder afgewerkt tussen 1160 en 1170. Het was geïnspireerd door het Utrechts Psalter maar men kan niet echt van een kopie spreken want dit boek bevat vijf verschillende versies van de psalmen, de drie Latijnse (namelijk de Gallische, de Romeinse en de Hebreeuwse) en daarnaast een versie in het Oud-Engels, interlineair in de Romeinse versie en een Anglo-Normandische versie interlineair in de Hebreeuwse. Elke psalm heeft daarenboven een proloog (titulus) en een collecta (afsluitend gebed). In het Eadwine psalter werden de pentekeningen in kleurinkt uitgevoerd in tegenstelling tot de monochrome pentekeningen in het model. Volgens sommige onderzoekers was het boek eerder bedoeld als pronkwerk dan als studieboek of liturgisch boek.

## Codicologische gegevens
Het psalter telt 286 perkamenten folia van 455 x 326 mm gemaakt uit kalfshuid. Dit soort perkament wordt ook velijn genoemd. De afmetingen zijn zodanig dat men één kalfshuid per bifolium nodig had, men moest dus waarschijnlijk meer dan 150 kalveren slachten om aan het benodigde perkament van de geschikte kwaliteit te komen. Het manuscript telt 37 katernen waarvan de meeste quaternions zijn. De lay-out is vrij complex. De psalm bladzijden zijn onderverdeeld in 5 kolommen. In de breedste (112 mm) is het Gallicaans psalter geschreven. Naar de binnenzijde van het boek toe zijn er dan drie kolommen (45 mm) waarvan de binnenste twee gebruikt worden voor het Romeinse en het Hebreeuwse psalter. De kolommen links en rechts van de Gallicaanse tekst worden gebruikt voor de glossen.
Als schrift werd een combinatie van de Karolingische minuskel en een Engelse vernaculaire minuskel gebruikt. Er werkten 9 kopiisten aan het Latijnse psalter en minstens 5 aan de Oud-Engelse glossen. Volgens Teresa Webber zouden het er zelfs minstens zeventien geweest zijn.

## Inhoud
Het psalter bevat een kalender, de drie Latijnse psalters, de Cantica en twee doorlopende glossen. Na de cantica volgen nog de geloofsbelijdenissen. In het handschrift vindt men ook een afbeelding van de komeet van Halley (die voorbijkwam in 1145) en een plan van de watervoorziening van Christ Church (ff.284v-285r).
Inhoudslijst:
- ff.1v-4r: Kalender: gebaseerd op gebruik in[9] Christ Church[10]. De kalender vormt op zichzelf een katern waarvan de buitenste bladzijden niet werden gebruikt. Men veronderstelt dat hij later werd tussengevoegd. Hij wordt gedateerd op basis van de inhoud op het begin van de 12e eeuw.[10]
- ff.5r-5v: ½ blad illustratie zoals bij Psalm 1 in het Utrechts psalter
- ff.6r-262r: Drievoudig Latijns psalter vergezeld van de Glossa ordinaria[11]. Er werkten minstens negen schrijvers aan het psalterium. Naast de twee kolommen met glossen bevat het Gallisch psalter ook nog interlineaire glossen. Het Romeinse psalter bevat interlineair een Oud-Engelse vertaling. Het Hebreeuwse psalter bevat interlineair een Anglo-Normandische versie van het psalter met lacunes voor de psalmen 125-130 en 149-150. De Oud-Engelse glossen werden later zeer sterk gecorrigeerd.
- ff.262v-281r: De standaard cantica en een apocriefe psalm, dikwijls Psalm 151 genoemd: “Pusil luscram inter fratres”. Elk canticum werd ingeleid met een pentekening, bijna exacte replica’s van de illustraties gebruikt in het Utrechts psalter. De cantica zijn ook voorzien van glossen.

Het boek bevat de volgende kantieken:
Kantiek van Jesaja, Jesaja 12:1-6 Confitebor tibi domine qui iratus es …
Kantiek van Hizkia, Jesaja 38:10-12: Ego dixi in dimidio …
Kantiek van Hanna, 1 Samuel 2:1-10: Exultavit cor meum in domino et exaltatum
Kantiek van Mozes, Exodus 15:1-13,17-20: Cantemus domino gloriose
Kantiek van Habakuk, Habakuk 3:2-19 Domine auditum
Kantiek van Mozes, Deuteronomium 32:1-44: Audite celi quae loquor…
Kantiek van de drie Hebreeuwen in de oven, Daniel 3:57-88: Benedicite omnia opera
Te Deum laudamus
Kantiek van Zacharias, Lucas 1:68-79: Benedictus dominus deus Israel
Kantiek van de maagd Maria, Lucas 1:46-55: Magnificat
Kantiek van Simeon, Lucas 2:29-32: Nunc dimittis
Gloria in excelsis
Onzevader: Oratio dominica secumdum Matheum, Mattheus 6:9-13: Pater Noster
Geloofsbelijdenis van de apostelen: Credo in deum patrem omnipotentem
Geloofsbelijdenis van Athanasius: Quicumque vult
Apocriefe psalm: Pusil luscram inter fratres
- ff.281v-282r: Twee tot nog toe onbekende commentaren op het Onzevader en op de geloofsbelijdenis van de apostelen, geschreven in twee kolommen.
- ff.282r-282v: Twee teksten over het voorspellen van de toekomst. De eerste behandelt het handlezen, en de tweede het voorspellen van de toekomst op basis van de naam van een persoon.
- f283v: Het portret van de scribent Eadwine, naar wie het handschrift werd genoemd, met een soort colofon. Deze tekening werd toegevoegd aan het boek omstreeks 1170.
- ff.284v-285r: Het plan van de watervoorziening van de priorij van Christ Church (grote versie) die werd geïnstalleerd door Prior Wibert tussen 1150 en 1160.
- f286r: Het plan van de watervoorziening van de priorij van Christ Church (kleinere versie)

## Verluchtingsprogramma
De kalender heeft behoudens de versierde KL initialen aan het begin van elke maand geen verdere verluchting, er is zelfs geen duidelijk coherent kleurschema voor het aanduiden van de belangrijke feesten of heiligen. Er werden twee maanden op één bladzijde geplaatst.
Het manuscript is versierd met 166 pentekeningen in kleurinkt bij de psalmen, de cantica en de geloofsbelijdenissen. Er zijn ook meer dan 500 versierde initialen, de beginletters van de psalmen in de drie Latijnse psalmteksten. De kleine initialen, de versalen, zijn in bladgoud van ff.5r-f29r. Van ff.29v-36r zijn ze beurtelings in bladgoud en zilver, tussen ff.36v-45v wordt opnieuw alleen bladgoud gebruikt maar vanaf f46r tot het einde van het boek wordt terug bladgoud en zilver gebruikt. Vanaf f31v worden soms versalen in rode inkt gebruikt om aan te duiden dat er extra verzen zijn in het Romeinse en/of Hebreeuwse psalter ten opzichte van de Gallicaanse tekst.
Deze letters zijn volledig versierd met penwerk en arabesken, hier en daar met zoömorfische motieven of menselijke gezichten. Als we abstractie maken van de tekening van Psalm 1 op f5 zijn er minstens drie artiesten bezig geweest met deze pentekeningen, maar één enkele kunstenaar maakte het gros (151) van de 166 tekeningen en hij volgde daarbij het Utrechts psalter vrij getrouw. Hij was trouwens ook verantwoordelijk voor de 500 versierde initialen.
In het originele manuscript was er, zoals in het Anglo-Catalaans psalter een voorprogramma van vier folia met volbladminiaturen onderverdeeld in vakjes zoals in een stripalbum. Dit stripverhaal behandelde het Oude en het Nieuwe testament. Deze bladen bevinden zich nu in Londen en New York: New York, Pierpont Morgan Library, M. 724; Londen, British Library, Add. 37472; New York, Pierpont Morgan Library, M. 521; en Londen, Victoria and Albert Museum, 661. Men kon deze bladen identificeren door de gezichten te vergelijken met die in alle kopieën van het Utrechts psalter.

## Geschiedenis
Het handschrift werd, zoals hoger gezegd, geproduceerd in de priorij van Christ Church in Canterbury in het midden van de 12e eeuw met als model, alleszins voor de illustraties, het Utrechts psalter. 
Het bleef waarschijnlijk in Christ Church want in een inventaris van prior Eastry (1284 -1331) uit het begin van de 14e eeuw wordt het vermeld als Tripartitum psalterium Edwini.
In de vroege 17e eeuw (1615?) wordt het door Thomas Nevile, de deken van de kathedraal van Canterbury, geschonken aan het Trinity College in Cambridge nadat het opnieuw was ingebonden. Nevile was master aan het Trinity College van 1593 tot 1615. Het was tussen 1584 en 1615 dat de miniaturen met de Bijbelcyclus die het eigenlijke psalter voorafgingen uit het boek verdwenen.

## Weblinks
- The Eadwine psalter, afbeeldingen uit het facsimile
- Twee volbladminiaturen uit de Bijbelcyclus in het Eadwine psalter; Morgan Library
- Volbladminiatuur uit de Bijbelcyclus in het Eadwine psalter; Victoria and Albert museum
- Volbladminiatuur uit de Bijbelcyclus in het Eadwine psalter; British Libray

Albanus Psalter · Anglo-Catalaans psalter · Arundel psalter · Psalter van Blanche van Castilië · Cathach van Sint-Columba · Dagulf-psalter · Eadwine psalter · Fécamp psalter · Harley psalter · Hunter psalter · Ingeborgpsalter · Kopenhagen psalter · Leidse Psalter van Lodewijk de Heilige · Psalter van Jean de Berry · Psalter van Lodewijk de Duitser · Luttrell psalter · Macclesfield Psalter · Parijse Psalter van Lodewijk de Heilige · Melisende Psalter · Queen Mary Psalter · Tiberius Psalter · Utrechts Psalter · Wachtendonckse Psalmen